# Карл Качковський
Качковський Кароль Григорович (пол. Karol Maciej Kaczkowski; 1797, Варшава — 2 жовтня 1867) — польський лікар та етнограф, професор Варшавського університету.

## Біографія

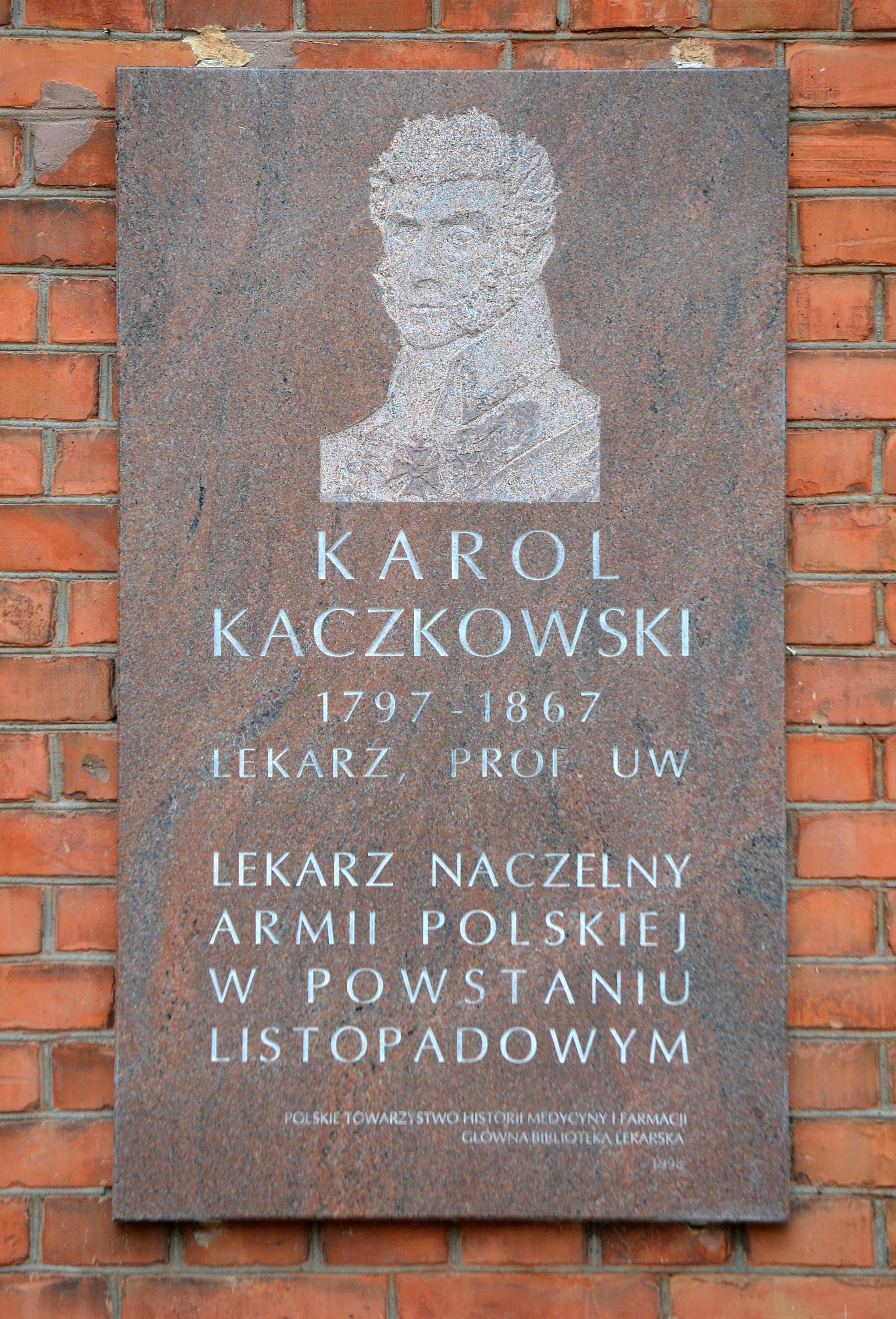
Пам'ятна дошка, вул. Ядзув 1A, Варшава

Після закінчення курсу в Віленському університеті був призначений в 1-й гренадерський піхотний полк лікарем. Захистивши у Віленському університеті дисертацію: «De plicae polonicae in varias, praeter pilos, corporis humani partes vi et effectu», отримав в 1821 р ступінь доктора медицини.
У 1823 р. читав при місцевому ліцеї публічні лекції з гігієни, що вийшли окремою книгою: «Lekcye hygieny czyli nauki zachowania zdrowia, wykladane publicznie od r. 1823 w liceum wolynskiem, Warszawa 1826. 2 t.»
У 1825 р здійснив подорож до Криму, результатом якого стала його робота: «Dziennik podrozy do Krymu odbytéj w r. 1825. Warsz. 1829». (4 томи).
У 1829 р. переведений у Варшавський університет професором терапії.
У 1832 р поїхав до Львова і, після повернення в 1835 р., займався практикою в декількох містах південної Російської Імперії.
У Житомирі в 1858 р. заснував Товариство волинських лікарів і був першим головою цього товариства. Мав великий авторитет та визнання у суспільстві та професійних колах. Опублікував ряд статей в польських медичних і природничо-наукових виданнях за 1827—1846 рр. Він же, ще студентом, видавав сатиричний журнал «Verba Veritatis».